# Ilie Tudor
Ilie Tudor (ur. 11 lipca 1924 w Bukareszcie) – rumuński szermierz. Reprezentant kraju podczas Igrzysk Olimpijskich 1952 w Helsinkach. Na Igrzyskach uczestniczył w turnieju indywidualnym i drużynowym szablistów oraz w turnieju drużynowym florecistów. W turnieju indywidualnym szablistów dotarł do trzeciej rundy, a w pozostałych odpadł w pierwszej.